# Jaime Echenique
Jaime Jesús Echenique Salinas (Barranquilla, Colombia, 27 de abril de 1997) es un jugador de baloncesto colombiano que pertenece a la plantilla del Petkim Spor de la BSL turca. Con 2,11 de estatura, su puesto natural en la cancha es la de pívot. Echenique fue el primer jugador natural de Colombia en disputar un encuentro NBA.

## Trayectoria

### Universidad

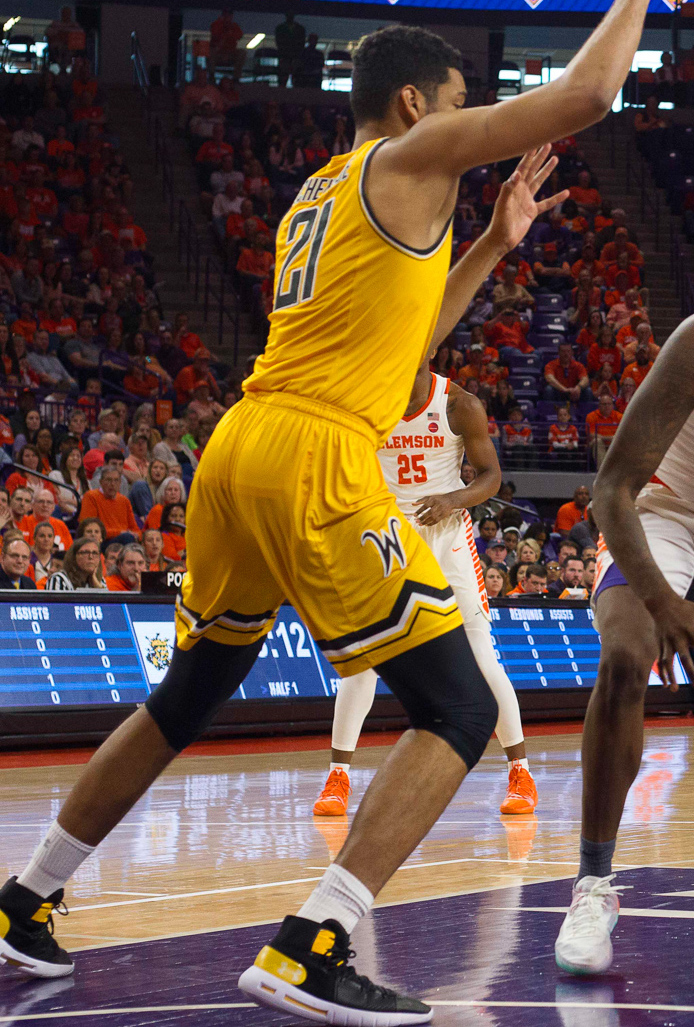
Echenique con Wichita State en 2019.

Es un pívot formado en Trinity Valley CC desde 2016 a 2018, hasta que en 2018 logró acceder a la Universidad Estatal de Wichita en Kansas, en el que se graduaría en sociología y psicología, además de formar parte del equipo de los Shockers en la NCAA durante dos temporadas. En su última temporada disputó 27 partidos promediando 11,3 puntos y 7 rebotes en 23,4 minutos por encuentro.

#### Estadísticas en la NCAA
| Año     | Equipo        | PJ | PT | MPP  | %TC  | %3P  | %TL  | RPP | APP | ROB | TPP | PPP  |
| ------- | ------------- | -- | -- | ---- | ---- | ---- | ---- | --- | --- | --- | --- | ---- |
| 2018–19 | Wichita State | 37 | 34 | 17.9 | .543 | .387 | .649 | 6.0 | .4  | .5  | 1.4 | 9.2  |
| 2019–20 | Wichita State | 27 | 24 | 23.4 | .487 | .190 | .784 | 7.1 | .6  | .7  | 1.6 | 11.3 |
| Total   | Total         | 64 | 58 | 20.2 | .516 | .308 | .719 | 6.4 | .4  | .6  | 1.5 | 10.1 |

### Profesional
Tras no ser elegido en el draft de la NBA, el 12 de agosto de 2020, el jugador llega a España para jugar en las filas del Acunsa GBC para disputar la temporada 2020-21 en la Liga Endesa.
El 4 de agosto de 2021 firmó con Washington Wizards de cara a la NBA Summer League. Firmado el contrato el 21 de septiembre, pero siendo cortado antes del inicio de la temporada, el 16 de octubre, y siendo asignado al equipo afiliado de la G League, los Capital City Go-Go. El 30 de diciembre, firma un contrato de 10 días con los Wizards, debutando esa misma noche ante Cleveland Cavaliers. Esto le convierte en el primer jugador natural de Colombia que disputa un partido oficial en la NBA. Tras ese encuentro, regresó a los Capital City Go-Go.
El 22 de diciembre de 2022, fue traspasado a los Motor City Cruise.
En abril de 2023 firma por el BC Rytas de la Lietuvos Krepšinio Lyga de Lituania. Con el equipo lituano promedió 11,7 puntos y 3,7 rebotes en 15 juegos, y llegó hasta las finales enfrentando al Žalgiris Kaunas.
El 26 de julio de 2023 el Promitheas Patras B.C. de la A1 Ethniki griega anuncia la contratación de Echenique por una temporada.
El 16 de julio de 2024 firmó con el Petkim Spor de la Basketbol Süper Ligi turca.

## Estadísticas de su carrera en la NBA

### Temporada regular
| Año     | Equipo     | PJ | PT | MPP | %TC | %3P | %TL | RPP | APP | ROB | TPP | PPP |
| ------- | ---------- | -- | -- | --- | --- | --- | --- | --- | --- | --- | --- | --- |
| 2021-22 | Washington | 1  | 0  | 3.0 | -   | -   | -   | .0  | .0  | .0  | .0  | .0  |
| Total   | Total      | 1  | 0  | 3.0 | -   | -   | -   | .0  | .0  | .0  | .0  | .0  |